# Sonia M'barek
Sonia M'barek (سنية مبارك, cũng đánh vần Sonia Mbarek), (1969 –) là một ca sĩ Tunisia của âm nhạc cổ điển Ả Rập và các thể loại liên quan.

## Cuộc sống ban đầu
M'barek sinh ra ở Sfax, Tunisia. Năm chín tuổi, cô hát nhạc Tunisia truyền thống (malouf) với Nhà hát Thành phố Tunis, dưới sự chỉ đạo của Tahar Gharsa. Năm 12 tuổi, cô xuất hiện trên truyền hình lần đầu tiên, diễn giải "Ahkili aliha ya baba", một bài hát thiếu nhi được sáng tác và biểu diễn cùng Adnène Chaouachi. Thành công của bài hát này đã đẩy M'barek vào lĩnh vực nghệ thuật.

## Giáo dục
Một sinh viên của Nhạc viện Quốc gia tại Tunis, cô đã nhận được bằng âm nhạc Ả Rập vào năm 1986, và vào năm 1987, với nhà soạn nhạc Rachid Yeddes, đã nhận được giải thưởng cho bài hát hay nhất tại Festival de la Chanson Tunisienne (cho "Khali el hozn baîd alik "). Năm 1990, cô nhận ra một dự án lấy cảm hứng từ âm nhạc thế giới, mang tên "Musiques sans frontières" ("Âm nhạc không biên giới"), mà cô đã trình bày tại Festival International d'Hammamet.

## Sự nghiệp
Năm 1992, M'barek đã phát hành album đầu tiên của cô, Liberté. Từ năm 1993 đến năm 1993, cô đã làm việc thành công với người chơi oud Ali Sriti và học trò của anh Anouar Brahem, người mà cô đã tổ chức hơn 30 buổi hòa nhạc cổ điển, được phát hành trong album có tên Tarab. Năm 1997, cô phát hành album solo thứ hai, Tawchih, tiếp theo vào năm 1999 với Takht, được phân phối trên khắp châu Âu, Hoa Kỳ và Nhật Bản bởi World Network, một hãng thu âm của Đức. Cùng năm đó, cô đã tổ chức một buổi hòa nhạc tại Paris, tại Café de la Danse, cho Lễ hội Les Belles Nuits du Ramadan.
Năm 2000, cô biểu diễn tại Trung tâm Kennedy ở Washington, DC, trong Hội nghị thượng đỉnh quốc gia châu Phi và trong một chuyến lưu diễn ở thế giới francophone, cô cũng đã tổ chức một buổi hòa nhạc tại Liên hợp quốc ở New York (Thính phòng Dag-Hammarskjöld) và tham gia trong lễ hội Voix de femmes ở Brussels, kỷ niệm khai mạc Halles de Schaerbeek. M'barek sau đó phát hành album Tir el Minyiar năm 2003 và Romances năm 2004.

## Danh sách đĩa hát
- Liberté (1992)
- Tarab (1994)
- TAWCHIH (1997)
- Takht (1999)
- Tir el Miniar (2003)
- Romances (2007)

## Giải thưởng
Từ năm 2005 đến 2008, M'barek là người phụ nữ đầu tiên làm giám đốc của Festival de la Chanson Tunisienne, được tổ chức bởi Bộ trưởng Bộ Văn hóa Tunisia. Cô là thành viên của l'Association des Etudes Internationales từ năm 1995, thành viên của văn phòng điều hành The Rachidia từ năm 2001 đến 2003 và, từ năm 2002, đại sứ thiện chí của Hiệp hội Tunisia về Cuộc chiến chống ung thư.

## Ấn phẩm
- Le Statut du musicien en Tunisie, Paris, L'Harmattan, 2018